# Уту
Уту (аккад. Шамаш) — бог Солнца в аккадской мифологии. Сын Нанны и Нингаль. Супруг богини Шанирды. Главные места почитания Сиппар и Ларса. В обоих городах его храмы носили название Э-бабар («Белый дом»). В Сиппаре Уту отождествлялся с каким-то божеством дошумерской эпохи, судя по тому, что там его женой названа Айа, а сыном Бунене (дошумерские имена). Культ Уту (Шамаша) получил особенно широкое распространение после падения Шумера, когда его стали почитать главным образом как бога, устанавливающего законы и наблюдающего за их исполнением.
У семитских народов ассоциируется с Шамашем.
По преданию, Уту являлся основателем I династии Урука.